# Doberman

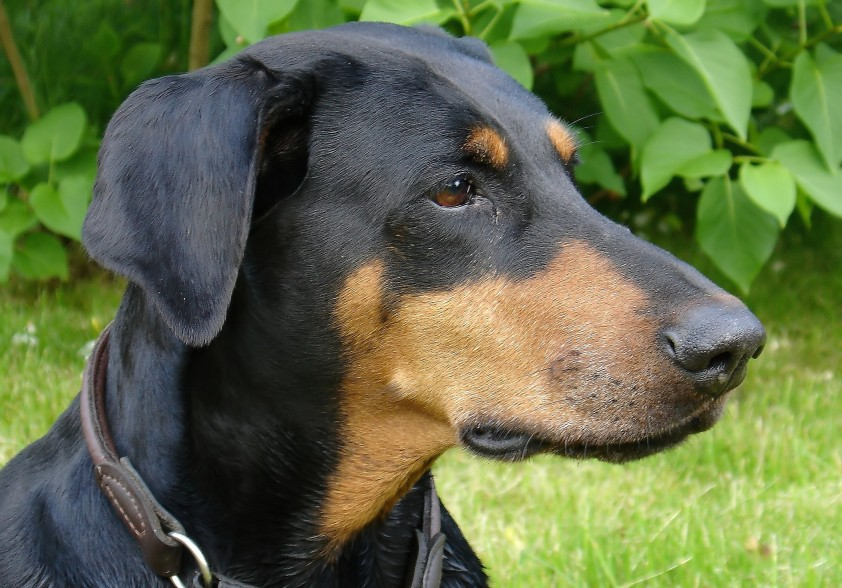
Głowa dobermana

Doberman – rasa psa zaliczana do grupy pinczerów. Krajem pochodzenia tej rasy są Niemcy. W klasyfikacji FCI zaliczona została do grupy 2 (pinczery i sznaucery, molosy, szwajcarskie psy górskie i do bydła, pozostałe rasy), sekcji 1 (pinczery i sznaucery). Psy tej rasy celem uzyskania kwalifikacji hodowlanych muszą być poddane próbom pracy. Typ wilkowaty.

## Rys historyczny
Rasa wywodzi się z Niemiec, nazwa pochodzi od nazwiska Karla Friedricha Louisa Dobermanna (ur. 2 stycznia 1834, zm. 9 czerwca 1894) jej twórcy, pierwszego hodowcy, który był również poborcą podatkowym, właścicielem zakładu przerobu odpadów rzeźnianych, a także hyclem. Przypuszczalnie najostrzejsze ze złapanych psów rozmnażał, kojarząc ze znanymi wówczas „psami rzeźnickimi” (pochodzącymi od dawnych rottweilerów, pomieszanych z występującymi w Turyngii psami owczarskimi o maści czarnej z kasztanowym podpalaniem). Wyhodowane psy były czujne, często były używane jako psy stróżujące i policyjne, z czasem otrzymując przydomek „psów żandarmów”. Używano ich również do tępienia dużych gryzoni.
Na początku zeszłego wieku doberman został oficjalnie uznany za psa policyjnego.
Typowy doberman to według wzorca pies średniej wielkości, silny i dobrze umięśniony. Zachowując moc, powinien być jednocześnie elegancki i szlachetny w liniach. Powinien być dobrym psem rodzinnym, do towarzystwa, psem obronnym i psem służbowym.

## Wygląd
Sylwetka dobermana powinna być zbliżona do kwadratu (zwłaszcza u samca), szyja smukła i dobrze umięśniona. Dymorfizm płciowy powinien być wyraźnie zaznaczony, a wygląd jak u płci przeciwnej jest wadą dyskwalifikującą. Głowa dobermana powinna być sucha (brak luźnej skóry), oczy o kształcie migdała, ciemnych tęczówkach i żywym wyrazie, barwa nosa zgodna z umaszczeniem. Mocne szczęki i dobrze wypełniona kufa. Uszy oklapłe, dosyć wysoko osadzone, często cięte na typ tzw. „wiewiórki”. Tam, gdzie cięcie uszu jest niedozwolone – pożądane są średniej wielkości, przednimi krawędziami dobrze przylegające do policzków.

## Budowa
Długość tułowia od rękojeści mostka do guza siedzeniowego nie powinna u psów przekraczać 5%, a u suk 10% wysokości w kłębie. Tył powinien być mocny, klatka piersiowa powinna sięgać za łokieć, przedpiersie dobrze rozbudowane.

### Mechanizm ruchu
Ma on duże znaczenie zarówno dla zdolności użytkowej, jak i eksterieru psa. Chód jest elastyczny, zwinny, swobodny i obszerny. Przednie kończyny wyrzucane są możliwie jak najdalej. Kończyny tylne zapewniają wydajną i elastyczną siłę napędową. Ogólne wrażenie chodu dobermana przypomina chód rasowego konia dorożkarskiego.

### Szata i umaszczenie
Sierść powinna być krótka, gęsta i ściśle przylegająca do ciała psa. Podszerstek jest niedopuszczalny. Najpopularniejsze umaszczenie dobermanów to czarne podpalane. W Polsce równie znaną odmianą umaszczenia jest czekoladowe podpalane.

## Zachowanie i charakter
Doberman to urodzony stróż. Jest psem o zrównoważonym, silnym charakterze. Mimo swego temperamentu i ruchliwości potrafi zachować spokój. Jest psem przywiązującym się silnie do członków rodziny, jego kontakty z dziećmi są bardzo dobre. Psy te są nad wymiar czułe i opiekuńcze. Wymaga bliskiego kontaktu z człowiekiem oraz szkolenia w zakresie posłuszeństwa ogólnego. Pełen temperamentu i energii, wymaga sporej, codziennej porcji ruchu.

## Zdrowie i pielęgnacja
Brak podszerstka i delikatna skóra sprawiają, że pies ten w zimniejszym klimacie stosunkowo łatwo marznie. Jego krótki, twardy i ściśle przylegający do skóry włos nie wymaga wiele pielęgnacji, aczkolwiek pomocne może być okresowe wyczesywanie sierści. Dobermany, jako rasę gładkowłosą, charakteryzuje długi okres linienia. Typowe dla rasy schorzenia to m.in. choroby skóry, alergie pokarmowe, dysplazja, problemy z oczami i sercem. Długość życia: 10 do 13 lat.